# Сангушко Федорович
Санґушко Федорович (справжнє ім'я — Олександр; ? — після 1454) — князь ратненський і каширський (1433—1455). Син князя Федора Ольгердовича. Представник династії Гедиміновичів, родоначальник Санґушків.  

## Походження
Традиція родини князів Санґушків і Санґушків-Ковельських, зафіксована старійшими польськими геральдиками С.Окольським, В.Кояловичем, смоленським католицьким біскупом Єронім Санґушко, який бл. 1640 р.написав генеалогію князів Санґушків, виводять родини князів Санґушків, Санґушків-Каширських та Санґушків-Ковельських від волинського князя Любарта Гедиміновича. Й.Бельський у своїй «Хроніці» згадав про іншого Любарта — ніби-то сина Ольгерда. Цього незнаного з інших джерел Любарта Ольгердовича зробив предком Санґушків Я.Суша, погоджуючи родинну версію і одночасно піднімаючи престиж Санґушків як «нащадків» Ольгерда (стор.27-29 виданої у 1646 р. в Замосці праці). У його книжці також записано, що «великий князь Любарт Федір» був внесений у Холмський пом'яник (стор.54). Цікаво, що у виписках князівських родин з цього пом'яника, зробленого Л.Кішкою на початку XVIII ст., у блоці родини Санґушків немає імен ні Федора ні Любарта.
Ю. Вольф, який знав, що Любарта Ольгердовича не існувало, прийняв цю версію у дещо іншому вигляді. Він вважав, що родина князів Санґушків походить від князя Санґушка Федьковича, який був сином ратненського князя Федора Ольгердовича, другим іменем якого ніби-то було ім'я Любарт. Для підкріплення своєї аргументації він опирався на дуже ненадійний реєстр Ольгердовичів, приведений у Я. Длугоша, де є Любарт Ольгердович, але відсутній Федір Ольгердович. Цей реєстр не збігається з літописними версіями, які мають підтвердження в актових документах. Ні літописи, ні актові документи, ні будь-які інші джерела Любарта Ольгердовича не знають.
У полеміці взяли участь А.Лонгінов, П.Іванов, З.Л.Радзіміньский, Б.Горчак, Д.Козіцкий, Б.Вільчинський, І.Крип'якевич та інші. Більшість з них підтримали гіпотезу Ю. Вольфа, не додаючи, однак, свіжих аргументів. Тільки З. Л. Радзіміньский висунув гіпотезу, ніби у Федора Ольгердовича був син Федюшко, який отримав у 1431 р. Володимирське князівство.
Отож ні Ю. Вольфу, ні З. Л. Радзіміньскому, ні іншим дослідникам, які вивчали цю проблему, не вдалося довести існування князя Любарта Ольгердовича чи його тотожність з Федором Ольгердовичем, а без цього версія походження Санґушків від ратненського князя зовсім бездоказова. Крім того дослідники не звертали увагу на грамоту Ягайла від 24.04.1426 р. та поминання князя Федора Любартовича з монастирського синодика фрагменти якого виявив А.Петрушевич в палітурках декількох стародруків та рукописів (ЛНБ ім.В.Стефаника, відділ рукописів, АСП-266, с. 1-3). 
Відшукавши і проаналізувавши ці джерела, І. Мицько прийшов до висновку, про походження Санґушків від Федора Любартовича.

## Біографія
По батькові та померлому без нащадків найстаршому брату успадкував: волость коширську (Коширськ, Грабово, Несухоєчі), волость Ковельську і Вижву (Володимирський повіт), Любомль (у 1431 р. втратив через загарбання поляками), Ветли і Ратне (втратив у 1432 р. через передачу Жигмонтом Кейстутовичем Польщі). Незважаючи на це, тримався стрийка Ягайла, за що отримав від нього Ратненську волость (лат. Ratne cum districtu) та Кроснічин. 
21 серпня 1433, приймаючи державлення, обіцяв відновити замок у Ратному, по заселенню їх після війни зі Свидригайлом платити річний чинш, всі податки, віддавати данину. Як королівський староста намагався не допустити захоплення Ратного та Любомля Свидригайлом. Мав тісні зв'язки з холмським старостою Грицьком Кердеєвичем, інформував короля про рух вояків Свидригайла. Від Сигізмунда Кейстутовича отримав Тростяничі (Берестейський повіт). З невідомих причин перейшов на сторону Свидригайла. Як член князівської ради Свидригайла згаданий у документах за 30 березня 1437, 23 квітня 1438, коли його позиції були дуже слабкі.
Невдовзі перейшов під сюзеренітет Ягайла, був серед литовських князів, шляхтичів, які 29 червня 1440 поставили на троні Великого князівствства Литовського Казимира Ягайловича, сподіваючись, що керувати ВКЛ будуть можновладці, які були противниками Городельської унії 1432, а також що вони зможуть повернути втрачені володіння, які належали Польщі. На межі 1440-1441 Санґушко спробував збройно їх повернути: спустошив землі між Любомлем і Ратним, на короткий час заволодів замком у Ратному, де наказав убити бурґграфа та інших оборонців-поляків. Новина дійшла до короля, який мандатом від 20 травня 1441 (видав у Буді) покарав Санґушка відібранням спадку батька у Володимирському повіті (Коширщина), стверджуючи, що той мав їх з надання короля. Конфісковані маєтності надав Дерславові Ритвянському. Можна ствердити, що був вигнаний з Ратного.
Проте Санґушко остаточно не втратив Коширських володінь (король не мав можливості виконати присуд) через вокняжіння на Волині у 1442 році Свидригайла. У таборі Свидригайла були сини Санґушка, Василь — державець брацлавський — та Олександр — член ради князівської. Тому Казимир Ягелончик 23 березня 1443 в Бірштанах видав документ, за яким було підтверджено права Санґушка на Ратне, Ветли (жест був формальним, землі були у складі Польщі). Крім того отримав волості Коростичі, Олешковичі, Щославичі і два села у Берестейському повіті. На Тростяниці та володимирських маєтностях (Нуйно, Грабово, Березів) записав право доживоття своїй дружині Анні (Ганні), запис підтвердив Казимир Ягелончик 10 березня 1463 в Бірштанах по смерті Санґушка.

### Сім'я
Був одружений двічі. Перша дружина — Анна (померла перед 1475). Діти:
- Василь — державець брацлавський (помер перед 1475 р.), князь володимирський.
- Іван — державець дрогичинський (надання Казимира Ягелончика 1450), започаткував рід Садовських, помер до 1475 року.
- Олександр Санґушкович (?— бл. 1491) — староста володимирський, крем'янецький[3]

Друга дружина — вдова Андрія Волотовича, дідича Звиняча (Володимирський повіт). діти:
- Михайло Санґушкович — помер після 1511 р., дідич Ковеля, протопласта Ковельської гілки.